# 1170 en santé et médecine
| Années de la santé et de la médecine : 1167 - 1168 - 1169 - 1170 - 1171 - 1172 - 1173    |
| Décennies de la santé et de la médecine : 1140 - 1150 - 1160 - 1170 - 1180 - 1190 - 1200 |

Cet article présente les faits marquants de l'année 1170 en santé et médecine.

## Fondations
- Décembre : à Venise, en Italie, construction et dotation par Cleto et Bonavere Grausoni de l'hôpital S. Maria dei Crociferi[1].
- Henri de France, archevêque de Reims, fonde une maladrerie à Fismes, en Champagne[2].
- Installation d'une léproserie à Cusset, en Auvergne[3].
- Fondation d'une léproserie à Hénin, en Artois[4].
- Entre 1170 et 1180 : la léproserie Saint-Nicolas, dont les revenus serviront à fonder l'hospice général d'Évreux, en Normandie, est mentionnée dans l'acte d'une donation faite entre les mains de Gilles du Perche, évêque d'Évreux[5].

## Publications
- Gérard de Crémone traduit l'Al-Jadri wa al-hasbeh (Traité sur la variole et la rougeole) de Rhazès[6].
- Années 1170 : Guido d'Arezzo le Jeune rédige la Practica chirurgiae (« Pratique de la chirurgie »), compilation des cours de son maître Roger de Salerne (c.1140-c.1195), qui deviendra le très important traité connu sous le titre de Chirurgia magistri Rogerii (« Chirurgie de maître Roger[7],[8]»).

## Personnalités
- Fl. Aimeri, barbier (« rasiator »), cité dans une charte du chapitre cathédral Saint-Nazaire de Béziers[9].
- Fl. Goïllus ou  Guillelmus ; il enseignerait la médecine à Montpellier[9].
- 1151-1170 : fl. Guillaume, médecin et chancelier de Henri Ier, comte palatin de Troyes[9].